# Палеозоик
Палеозоик (стгрч. παλαιός - palaiós = star + ζωή -zōḗ = живот, у смислу древни живот) дуга je геолошка ера у развоју Земље која је почела пре око 542 а трајала је до пре око 251 милиона година, рачунајући од садашњег времена. Назив потиче од грчких речи „палео“ (стари) и „зооик“ (живот). Палеозоик је прва (најстарија) ера еона фанерозоика. Палеозоик је био најдужи и трајао је до мезозоика, а дели се на шест геолошких периода (од најстаријег до најмлађег): камбријум , ордовицијум, силур, девон, карбон и перм. Палеозоик долази након геолошке ере неопротерозоика протерозојског еона, а следи га ера мезозоика.

## Подела
Дели се на периоде, идући од најстарије ка најмлађој:
- Старији палеозоик
  - камбријум
  - ордовицијум
  - силур
  - девон
- Млађи палеозоик
  - карбон
  - перм

## Преглед
Палеозоик је започео пре 541 милион година, са  експлозијом живота у камбријуму, изванредном диверзификацијом морских животиња, а завршио пре око 252 милиона година с крајњим пермским изумирањем, највећим догађајем изумирања на Земљиној историји. Главни делови палеозојске ере, од најстаријих до најмлађих, су камбријум (пре 541.000.000 – 485.400.000 година), ордовицијум (пре 485,400.000 – 443,800.000 година), силур (пре 443,800.000 – 419200000 година), девон (419,2 милиона до 358,9 милиона година), карбон (пре 358,9 милиона до 298,9 милиона година), и перм (пре 298,9 милиона до 252,2 милиона година).
Палеозоик је био време драматичних геолошких, климатских и еволуцијских промена. Камбријум је био сведок најбрже и најраширеније разноликости живота у Земљиној историји, познатој као камбријска експлозија, у којој се први пут појавила најмодернија колена. Појавили су се Arthropoda, мекушци, рибе, водоземци, синапсиди и диапсида. Живот је започео у океану, али је на крају прешао на копно, а у касном палеозоику су доминирали су различити облици организама. Велике шуме примитивних биљака прекривале су континенте, од којих су многи формирали лежишта угља широм Европе и источне Северне Америке. Крајем ере доминирали су велики, софистицирани диапсиди и синапсиди и појавиле су се прве модерне биљке (четинари).
Палеозојска ера завршила је великим изумирањем у земљиној историји, тзв пермско-тријаско изумирање. Ефекти ове катастрофе били су толико погубни да је за живот на копну требало 30 милиона година да се, у ери мезозоика опорави. Опоравак живота у мору можда је био пуно бржи.
То је дуга геолошка ера у развоју Земље која је почела пре око 542 а трајала је до око 251 милиона година рачунајући од садашњег времена. Дели се на камбријум, ордовицијум, силур, девон, карбон и перм.
У камбријуму, пре око 540 милиона година, на копну није било никаквог живота, али зато су у мору живеле свакојаке биљке, те животиње меког тела: мекушци, медузе, спужве. У то доба прва створења с ногама селе се на морско дно: трилобити.
Током следећих 160 милиона година појављују се нове морске животиње: корали и морски љиљани, као и необичне рибе без чељусти зване агнати или „округлоусташи”. Оне су уједно и први кичмењаци. Убрзо мора и океане настањују разне врсте риба које потом крећу у слатку воду: језера и реке. На копну, на обалама мочвара, почињу да расту биљке. Сада на тлу има хране па се појављују инсекти. Почетком карбона, пре 360 милиона година, биљке мало-помало освајају обале. Инсекти се мењају. Први кичмењаци излазе из воде: то су водоземци који су научили да удишу ваздух и имају 4 ноге за ходање. Постају све бројнији, а из њих се развијају гмизавци који су у стању изван воде да се излежу из јајета.

## Палеозојска географија
На глобалном нивоу, палеозоик је био време континенталног окупљања. Већина камбријумског копна је формирала Гондвану, суперконтинент састављен од данашњих континената Африка, Јужна Америка, Аустралија, те Антарктик и индијског потконтинент. Простирао се од северних тропа до јужних поларних подручја. С изузетком три главна кратона (копнене масе које формирају стабилне унутрашњости континената) који нису део почетне конфигурације Гондване, остатак Земље прекривао је глобални кратон Лаурентија, кога су углавном сачињавали данашња Северна Америка и Гренланд, окренут  за 90° у смеру казаљке на сату од своје садашње оријентације и нашао се је уз палеоекватор током камбријских времена. Лаурентија је била раздвојена од Гондване Јапатским океаном. Мањи кратон Балтика био је смештен у океану Јапетус, на југу Лаурентије и тик уз северну маргину Гондване. Балтику су сачињавали већи део Скандинавије и западне Европе. Источно од Лаурентије, налазио се сибирски кратон, јужно од палеоекватора, између Лаурентије и западне обале Гондване. Све до касног карбона, Сибир се ротирао за 180° од своје садашње оријентације.
Док је део Гондване био смештен на или близу Јужног пола, нема доказа о појави ледника током камбријског времена. Док се мало зна о ситнијим детаљима камбријске климе, геолошки докази показују да су маргине свих континената преплавиле плитка мора. Највећа експлозија живота икад забележена је управо унутар тих плитких мора, о чему сведоче бројни фосили у формирани стенама тог времана. До ордовицијумског периода, део Гондване почео је да прелази преко Јужног пола. Расподела опсежних ледених наслага, које су се формирале касније у палеозоику, кориштена је за праћење кретања делова Гондване преко и око Јужног пола.
Током палеозоика, Сибир, Балтик и Лаурентија такође су се преселили на нове локације. Сибир, у суштини велики азијски део данашње Русије, током раног и средњег палеозоика, био је засебан континент, када је прелазио из екваторских у северне умерене ширине. За време палеозоика Балтика је прешла палеоекваторско подручје из јужних хладних умерених ширина у северне топле географске ширине. Сударила се с Лаурентијом и придружила јој се током раног девонског периода. Почеци таквих планинских подручја, као што су Апалачи, Каледониди и Урал настали као резултат палеозојског судара литосферних плоча. На крају палеозоика, континуирани покрети тектонских плоча присилили су ове кратоне да заједно формирају суперконтинент Пангеа. Велике површине свих континената епизодно су преплавиле плитка мора, а највећа издизања догађале су се током ордовицијумског и раног карбонског (мисисипијског) раздобља.
Палеозојске стене су широко распрострањене на свим континентима. Већина је седиментног порекла, а постоје  многи докази таложења у плитким океанима или у близини њих. Међу кориснијим воденим фосилима  за корелацију су трилобити (карактеристични троглави морски чланконошци), за камбријум преко ордовицијских слојева. Граптолити (мале колоније планктонских  животиња), водичи су за стене датиране од ордовиција до силурских времена; конодонти (примитивни хордати са фосилним остацима у облику зуба), карактеристични су за ордовицијске до пермске стене; амоноиди (широко распрострањени изумрли мекушци слични модерном бисерном наутилусу), за девон и креду. За стене које потичу од карбона  кроз пермско раздобље обележавајући су фусулиниди (једноћелијскии организми слични амеби са сложеним шкољкама).

## Живи свет
Камбријумска периода представља периоду зачетка живота. У камбријуму, пре око 540 милиона година, на копну није било никаквог живота, али су зато у мору живеле разноврсне биљке и животиње меког тела: мекушци, медузе, сунђери. Познато је да су трилобити имали велико хоризонтално распрострањење, али и да је велики број родова изумро крајем камбријума. Током наредних 160 милиона година појавиле су се нове морске животиње: корали и морски љиљани, као и рибе без вилица (Агнатха или колоусте). Оне су уједно и први кичмењаци. Убрзо су се морима и океанима појавиле разне врсте риба које су потом настаниле и слатку воду — језера и реке. На копну, на обалама мочвара, почеле су да расту биљке. Тиме се појавила храна на копну, па су настали и инсекти. Почетком карбона, пре 360 милиона година, биљке су мало помало освојиле обале. Први кичмењаци су изашли из воде — водоземци који су удисали ваздух и развили 4 ноге за ходање. Постају све бројнији, а из њих се развијају гмизавци (Наосаурус) који су у стању да се ван воде легу из јајета.
Праисторија најранијих палеозојских облика почиње о живот у мору. Једноставне гљивице и сродни облици постојали су вероватно у слатководним окружењима, а фосилни записи пружају доказе о тим начинима живота. Копнена средина раног палеозоика била је непогодна за најједноставније животне форме. Камбријска експлозија била је нагли и скоковит пораст промена у брзини и дивергенцији еволуције. Пре отприлике 541 милион година, на почетку камбријског периода, интензивна диверзификација резултирала је појавом више од 35 нових животињских колена; међутим, новија открића показују да је „експлозија“ започела отприлике пре 575 милиона година, на крају протерозојског еона (пре 2,5 милијарде до 541 милион година), с фауном eдијакаријума. Живи свет се брзо диверзификовао током камбријума и ордовицијумског периода, са облицима живота, прилагођеним готово свим морским срединама. Међу бројним описаним морским врстама, фосили трилобита доминирају камбријским стенама, докбрахиоподи (шкољке светиљке) превладавају у слојевима ордовицијског раздобља, а и током перма.
Неколико различитих врста организама независно су прилагођене животу на копну, првенствено за време средњег палеозоика. Лишћарске васкуларне биљке (Psilophyta) и бескичмењаци (стоноге попут чланконожаца) били су се појавили на копну барем у силурском периоду. Vertebrata (кичмењаци) су прешлу су на копно након еволуције водоземаца из кросоптеригијских риба које су прве удисале ваздух током девонских времена.
Даље освајање Земље постало је могуће током карбонског раздобља, када су биљке и животиње еволуирале у правцу решења за савладавање зависности од влажних окружења за размножавање: споре, које су одлагане у воду, замењене су семеном код биљака семењачко-папратиског порекла, а јаја без јаког омотача замењена су јајима амниота са заштитним слојевима код животиња рептилског порекла. Летење се први пут појавило током карбонског периода када су инсекти развијали крила. Пермским изумирањем, на крају палеозојске ере, елиминисане су такве велике групе бескичмењака као што су бластоиди (изумрла група ечинодермата у вези са модерним морским краставцима и морским љиљанима), фусулиниди и трилобити.
Остале главне групе, који су укључивале амоноиде, брахиопода, маховњаке (маховинасте животиње), корале и старе криноиде (чашолики  бодљокошци са пет или више паперјастих ножица), тешко су десетковане, али су успеле да преживе. Процењује се да је током касног пермског раздобља пропало чак 95% морских бескичмењака. Стопе изумирања биле су много ниже међу кичмењацима, како воденим, тако и копненим, и међу биљкама. Узроци овог изумирања остају нејасни, али могу бити повезани са промењивом климом и изузетно ниским водостајима тих времена. Иако мањег обима, друга важна палеозојска масовна изумирања догодила су се на крају ордовицијума и током касног девонског периода.

## Копно
Током перма окончало се стварање Лауразије, а Гондвана се увећала чијим спајањем се формирала Пангеа.